# Grammostola inermis
Grammostola inermis är en spindelart som beskrevs av Cândido Firmino de Mello-Leitão 1941. 
Grammostola inermis ingår i släktet Grammostola och familjen fågelspindlar. Inga underarter finns listade i Catalogue of Life.